# 斑頭六線魚
斑頭六線魚，或稱斑頭魚，為輻鰭魚綱鮋形目六線魚亞目六線魚科的其中一種，為溫帶海水魚，分布於西北太平洋日本、朝鮮半島及黃海海域，體長可達30公分，為底棲性魚類，棲息在沿岸海草生長的底層水域，會進行洄游，生活習性不明。
该物种的模式产地在長崎。